# Grand Prix automobile de l'Ouverture
Le Grand Prix de l'Ouverture est un ancien Grand Prix automobile disputé sur l'autodrome de Linas-Montlhéry (à l'époque en Seine-et-Oise), construit en 1924 par l'architecte Raymond Jamin sous l'impulsion de l'industriel Alexandre Lamblin et inauguré le 24 octobre de la même année, après six mois et demi de travaux.

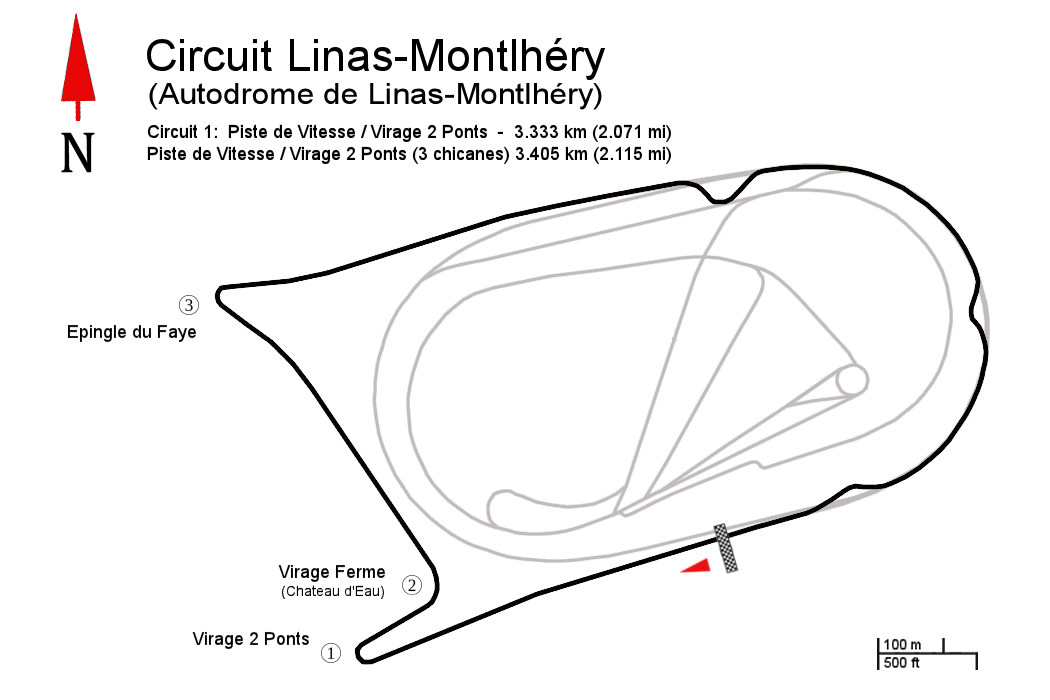
Autodrome de Linas-Montlhéry.

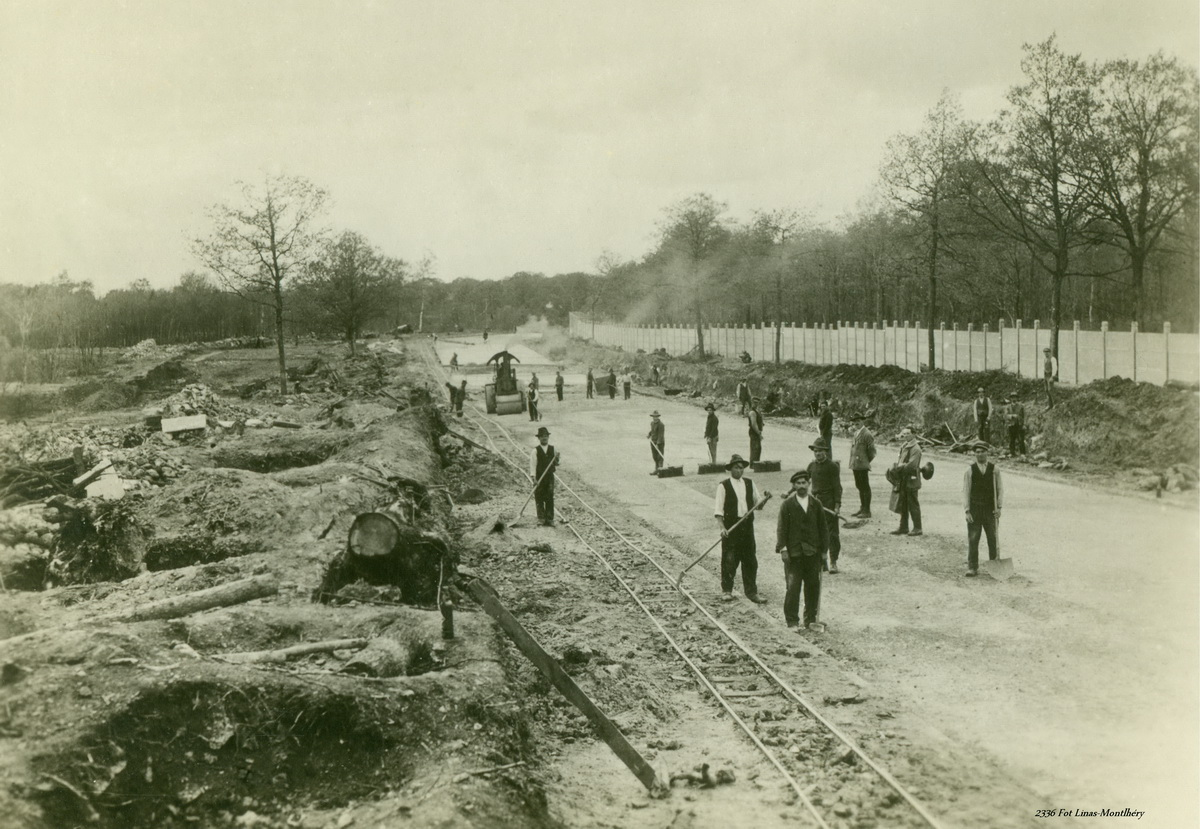
L'autodrome en construction en 1924.

## Histoire
Les deux premières épreuves se disputent cinq jours avant l'inauguration officielle, et une semaine après le Champions Match (remporté par l'anglais Ernest Eldridge sur Fiat) et le Grand Prix du M.C.F. (remporté par Pierre Goutte sur Salmson).
Autre curiosité lors des courses de l'hiver 1924, l'épreuve pour voiturettes se déroule sur 120 tours du circuit de 2,5 kilomètres, alors que pour la Formule libre le nombre de tours est réduit à 10, bouclés en à peine 8 min 25 s, à 161,43 km/h de moyenne par le vainqueur.

## Palmarès
| Année | Date            | Pilote             | Voiture                           | Catégorie       |
| ----- | --------------- | ------------------ | --------------------------------- | --------------- |
| 1924  | 19 octobre      | J. G. Parry-Thomas | Thomas Simplex Leyland Eight No 1 | Formule libre   |
| 1924  | 19 octobre      | Jack Scales        | Talbot 70                         | Voiturettes     |
| 1925  | 17 mai          | George Duller      | Talbot 70                         | Voiturettes     |
| 1926  | Épreuve annulée | Épreuve annulée    | Épreuve annulée                   | Épreuve annulée |
| 1927  | 13 mars         | Robert Benoist     | Delage 15S8                       | Formule libre   |
| 1927  | 13 mars         | Lionel de Marmier  | Salmson Grand Prix                | Cyclecars       |